# Michal Hájek
Michal Hájek (* 7. srpna 1980) je český právník, bývalý profesionální fotbalista a mládežnický reprezentant České republiky.

## Hráčská kariéra
Začínal v pražské Spartě. S juniorskou reprezentací startoval na mezinárodním turnaji v Piešťanech, kde zaujal zástupce nizozemského Feyenoordu a zanedlouho do tohoto klubu přestoupil. Po jedné sezoně ve Feyenoordu (dorost a B-mužstvo) se vrátil do České republiky.
V nejvyšší soutěži zasáhl v dresu FK Teplice do jednoho utkání (26. září 1999). Na hřiště se dostal v 56. minutě zápasu namísto Michala Bílka a opustil je v 74. minutě, kdy byl vystřídán Tomášem Kukolem. Ve druhé lize působil ve Spolaně Neratovice a ve třetí lize hrál za teplické B-mužstvo a AFK Sokol Semice. V Semicích byl jeho spoluhráčem mj. Martin Daňhel.
V nižších soutěžích nastupoval za SK Uhelné sklady Praha, FC Dragoun Břevnov, TJ Sokol Libiš, TK Slovan Lysá nad Labem, AFK Sadská, po zániku břevnovského fotbalu byl od roku 2006 hráčem Mladé Boleslavi, odkud hostoval v Sadské a pražské Aritmě. Od sezony 2018/19 je registrován v SK Šestajovice.

### Reprezentace
V letech 1995–1999 byl členem mládežnických reprezentací České republiky. Nastupoval za reprezentační výběry do 15 let (1995–1996, 13 startů/1 gól), do 16 let (1996–1997, 8/0), do 17 let (1998, 4/1) a do 18 let (1998–1999, 3/0).

### Ligová bilance
| Ročník                 | Zápasy | Góly | Minuty | Klub                  |
| ---------------------- | ------ | ---- | ------ | --------------------- |
| I. liga 1999/00        | 1      | 0    | 18     | FK Teplice            |
| ČFL 2000/01            | –      | 0    | –      | FK Teplice „B“        |
| ČFL 2001/02            | 34     | 6    | –      | AFK Sokol Semice      |
| II. liga 2002/03       | 12     | 0    | –      | SK Spolana Neratovice |
| CELKEM I. LIGA         | 1      | 0    | 18     |                       |
| CELKEM II. LIGA        | 12     | 0    | –      |                       |
| CELKEM III. LIGA – ČFL | –      | 6    | –      |                       |